# 广州期货交易所
广州期货交易所（英语：Guangzhou Futures Exchange），简称广期所，是经中华人民共和国国务院同意，由中国证监会批准设立的中国内地第五家期货交易所。广期所于2021年4月19日挂牌成立，并由四家现有期货交易所（上海期货交易所、郑州商品交易所、大连商品交易所、中国金融期货交易所股份有限公司，各占比15%）与中国平安保险(集团)股份有限公司（占比15%）、广州金融控股集团有限公司（占比9%）、广东珠江投资控股集团有限公司（占比9%）、香港交易及结算所有限公司（占比7%）共同发起设立，为中国国内首家混合所有制交易所。

## 创立
2020年6月16日，中国证监会报请国务院同意设立广州期货交易所。2021年1月22日，中国证监会正式批准设立广州期货交易所股份有限公司，允许从事衍生品交易与结算业务。2021年2月5日，广期所在南沙注册成立。2021年4月19日挂牌成立。

## 交易品种
2021年5月，广期所两年期品种计划获中国证监会批准，明确将16个期货品种交由广期所研发上市，包括碳排放权、电力、中证商品指数、能源化工指数、饲料养殖指数、钢厂利润指数、工业硅、多晶硅、锂、稀土、铂、钯、咖啡、高粱、籼米以及国际市场产品互挂类品种。其中，碳排放权期货等绿色发展类产品是核心战略板块。